# Шпортки (Новосанжарский район)

Шпортки (укр. Шпортьки) — село,
Судовский сельский совет,
Новосанжарский район,
Полтавская область,
Украина.
Код КОАТУУ — 5323486710. Население по переписи 2001 года составляло 125 человек.

## Географическое положение
Село Шпортки находится на правом берегу реки Полузерка (Резничка),
выше по течению на расстоянии в 1,5 км расположено село Гергели,
ниже по течению на расстоянии в 2,5 км расположено село Назаренки,
на противоположном берегу — сёла Бридуны и Судовка.

## Галерея

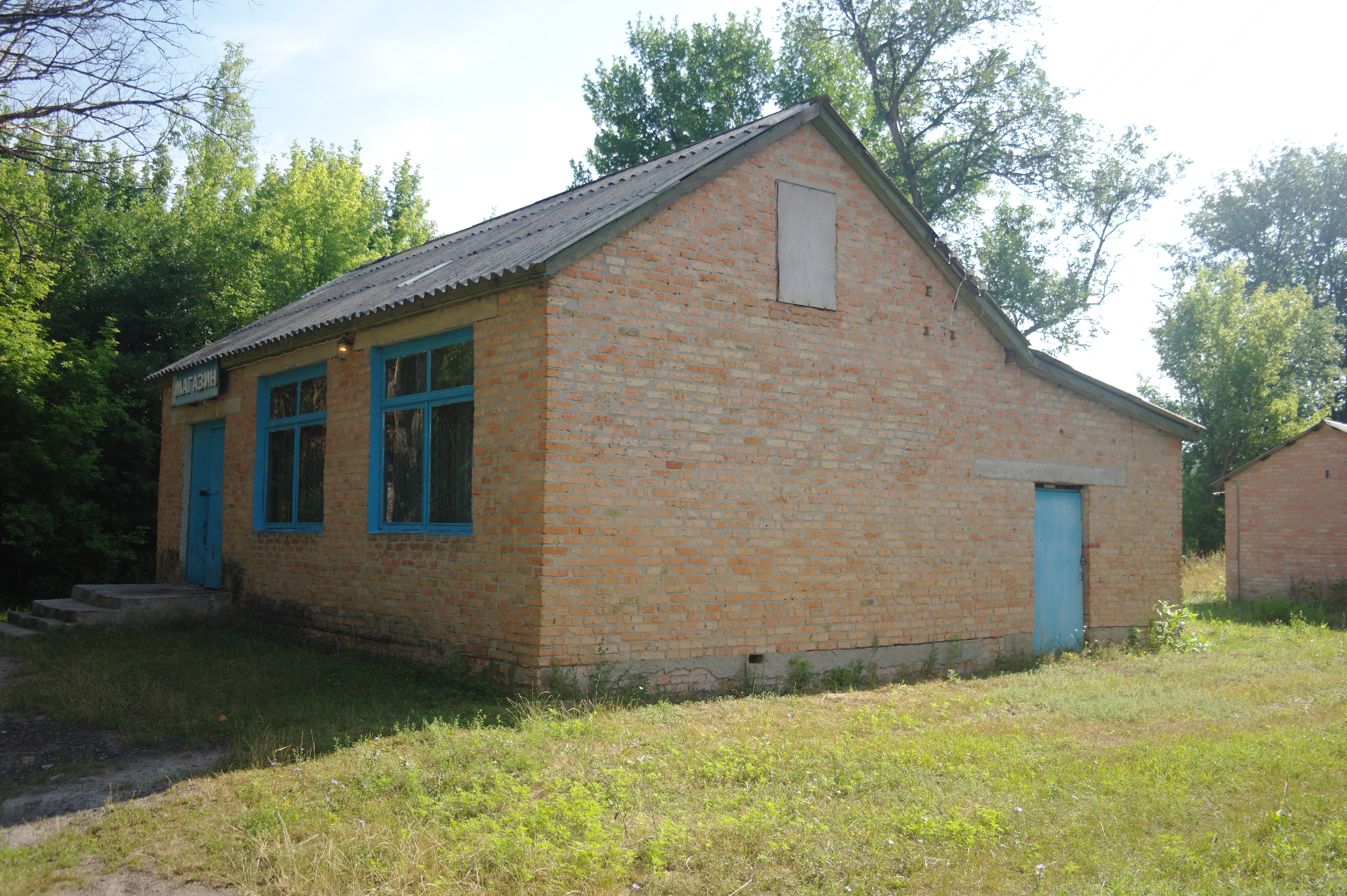
Магазин
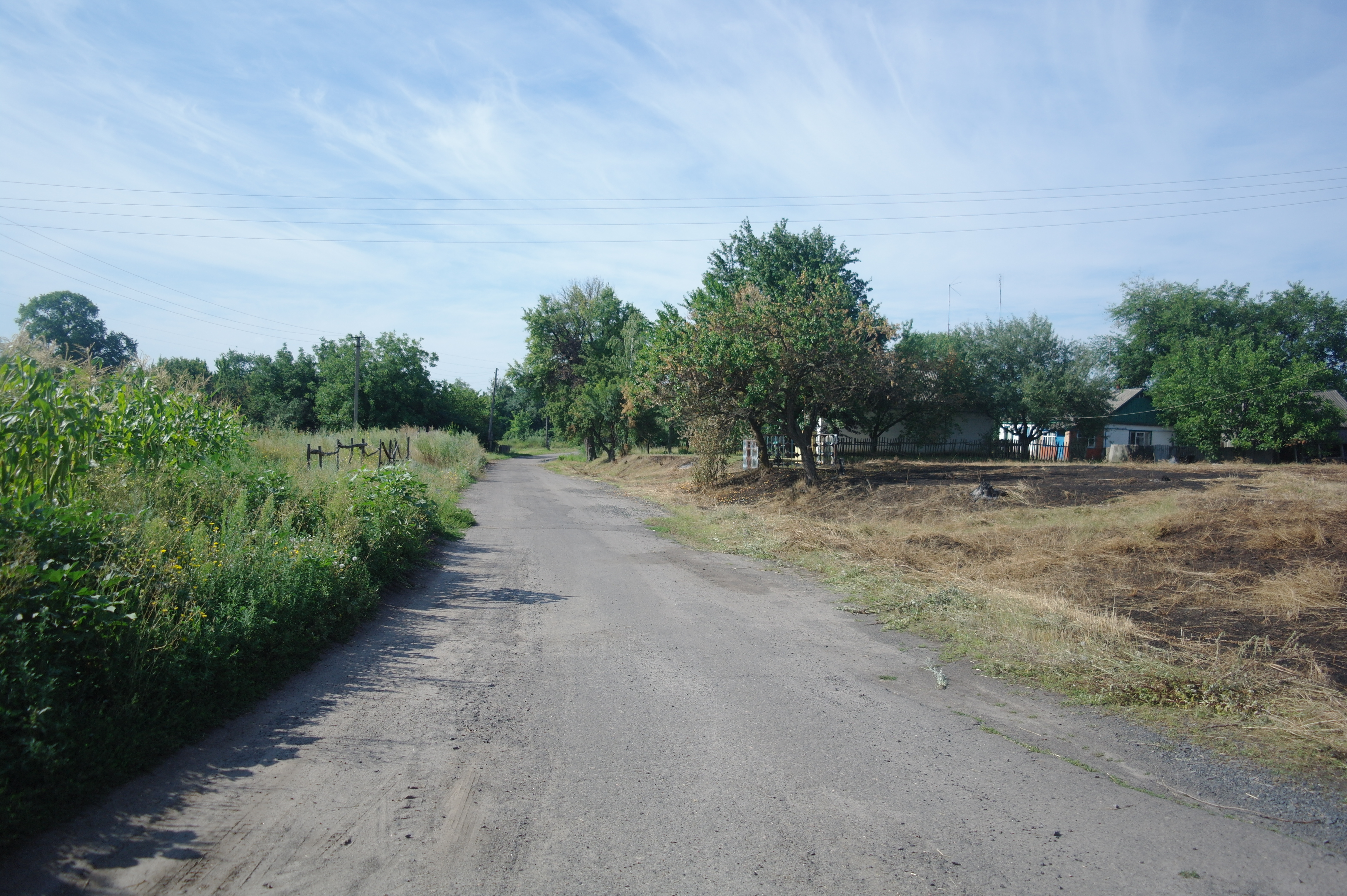
Главная улица
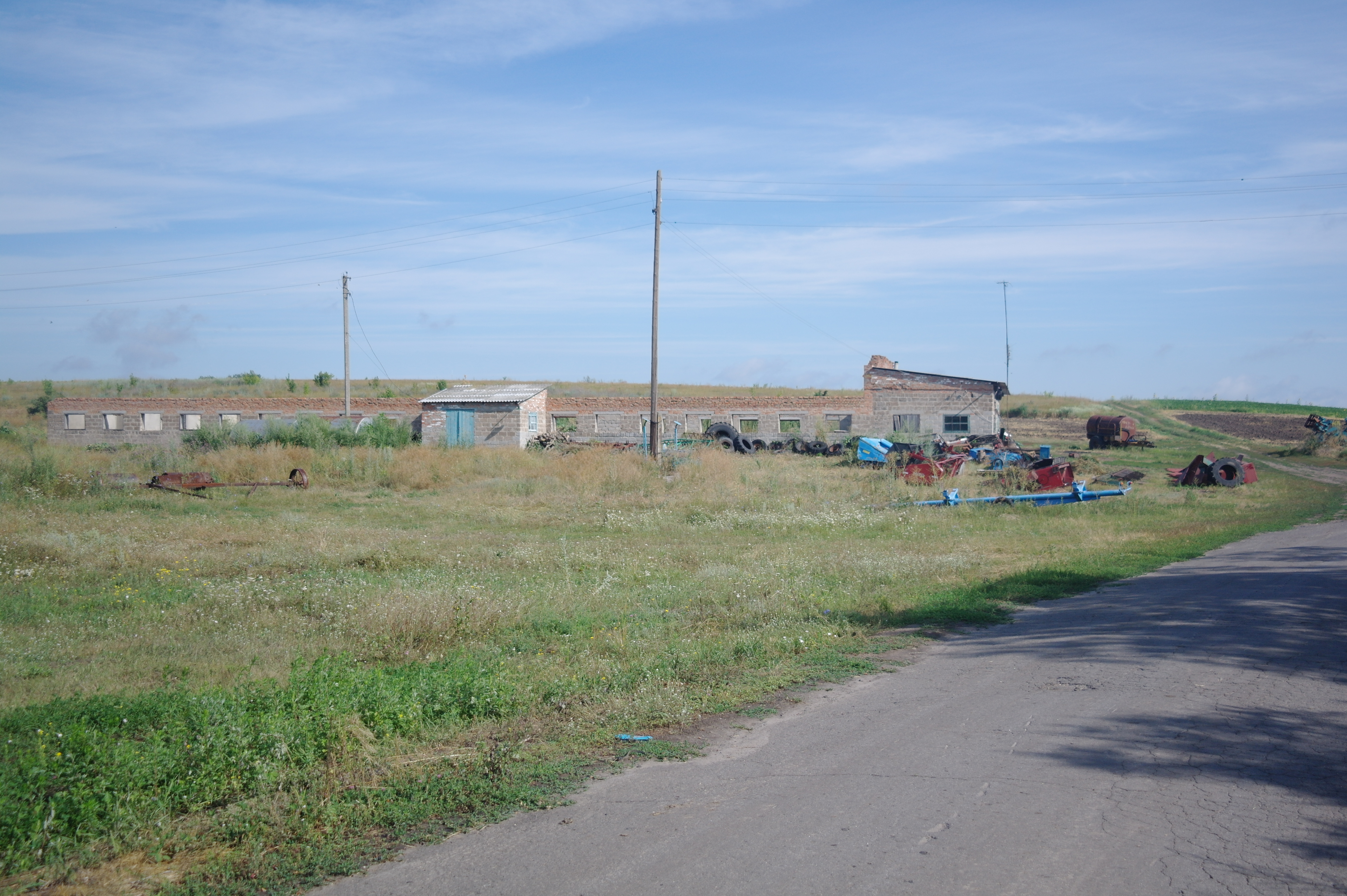
Сельское хозяйство
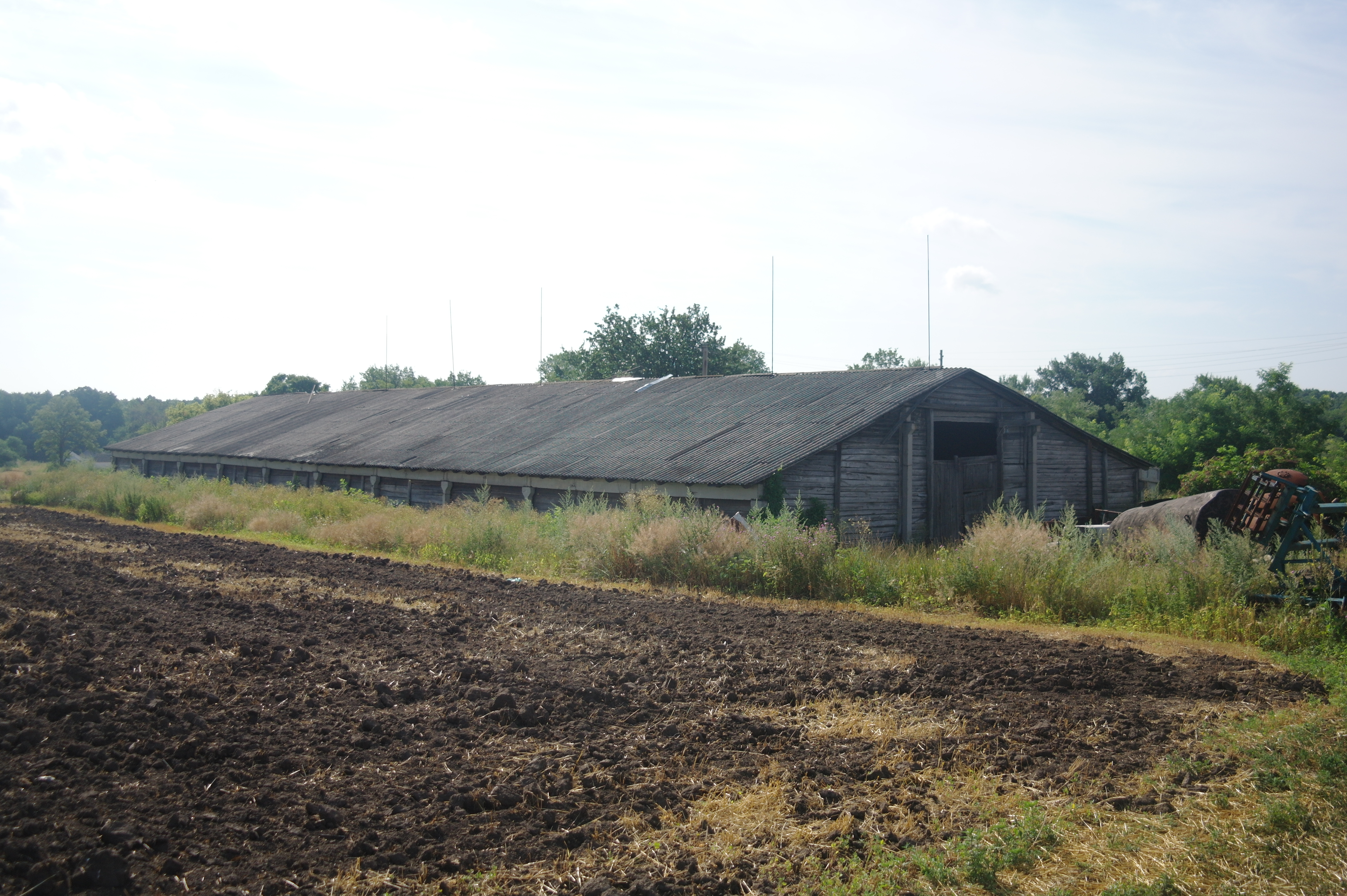
Сельское хозяйство
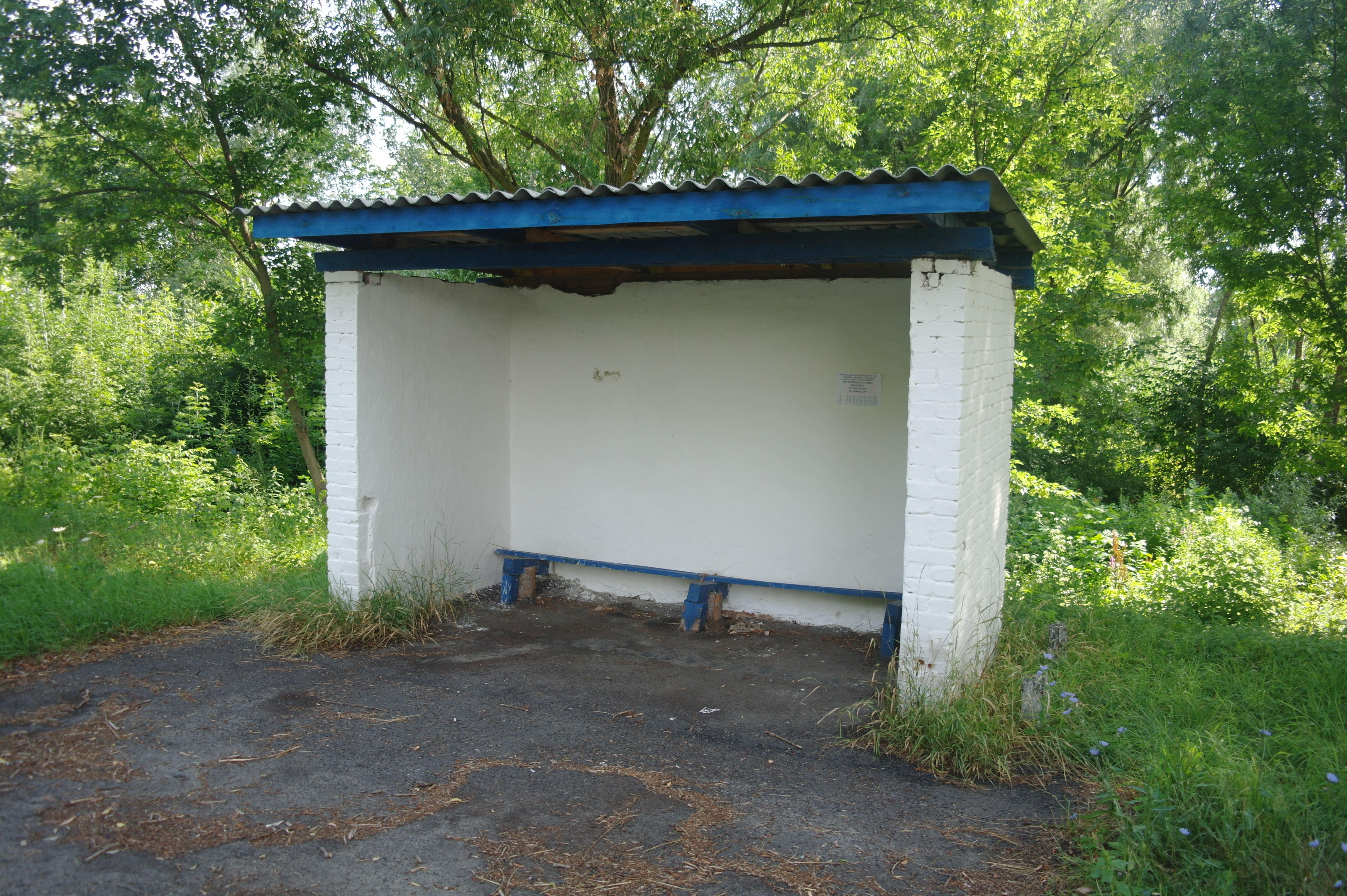
Остановка
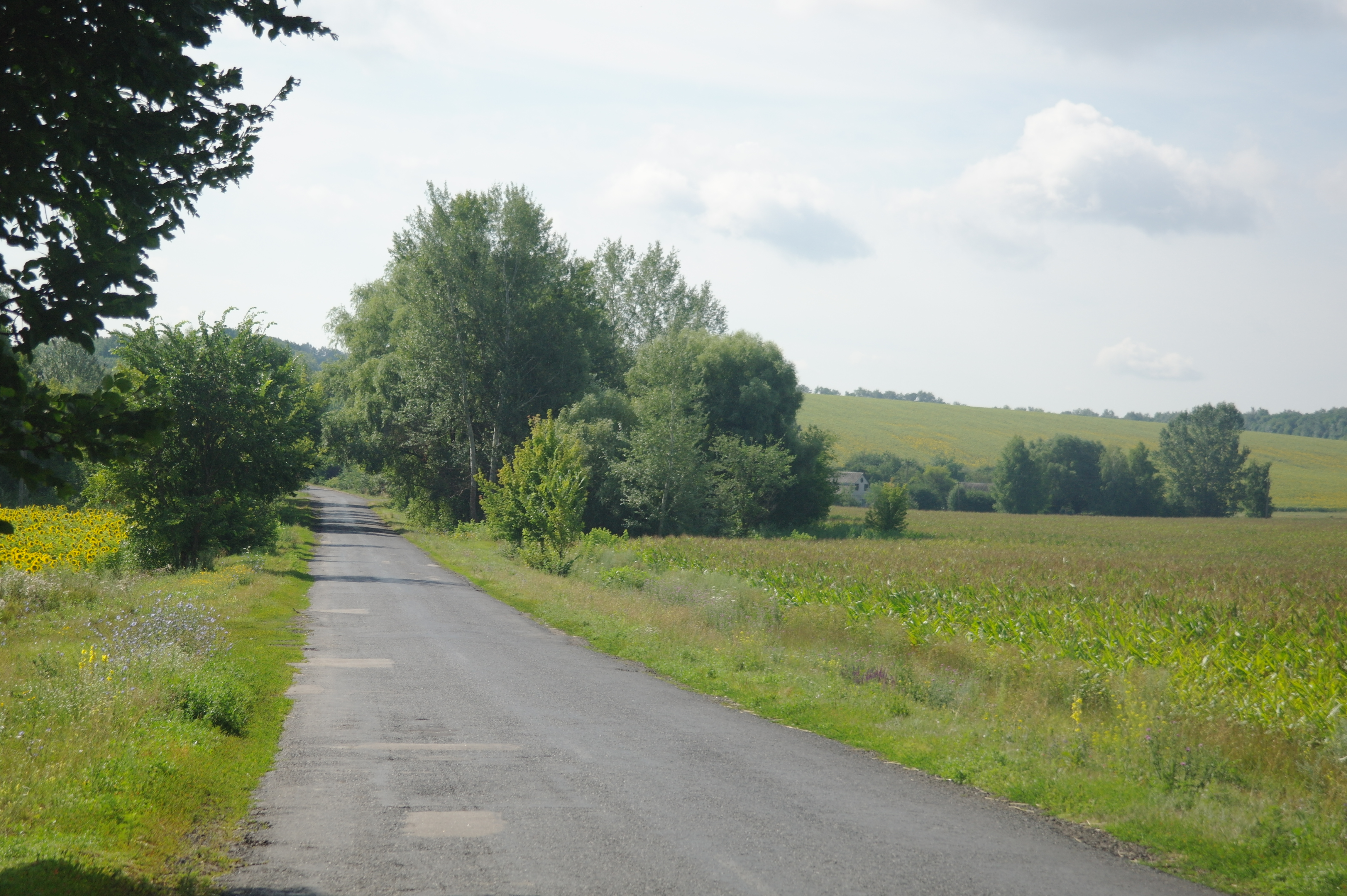
Западный въезд в село